# Marco Aurélio Prates de Macedo
Marco Aurélio Prates de Macedo (São Gabriel, 28 de julho de 1921 - Brasília, 30 de março de 2008) foi um magistrado brasileiro. Foi ainda Procurador-Geral da Justiça do Trabalho de 1970 a 1980 e em 30 de abril de 1980, foi nomeado Ministro do Tribunal Superior do Trabalho, onde ocupou os cargos de Vice-Presidente, entre 1986 e 1988, e Presidente do Tribunal, entre 1988 a 1991.

## Biografia
Formado pela Faculdade de Direito da Universidade Federal do Rio Grande do Sul, ele foi magistrado de primeiro grau do Tribunal de Justiça do Rio Grande do Sul, quando atuou, como juiz, em diversas comarcas gaúchas.[carece de fontes?]
Foi nomeado membro do Ministério Público do Trabalho, mudou-se  para a Cidade do Rio de Janeiro e, após,  para Brasília, no Distrito Federal. Durante o governo do Presidente Geisel, foi o Procurador Geral do MPT, do Brasil , e  representou, por diversas vezes, o Parquet trabalhista brasileiro junto a OIT, em Genebra, na Suíça.
Na vaga do quinto constitucional, foi nomeado, pelo Presidente João Batista Figueiredo , o 60o. ministro (togado) do Tribunal Superior do Trabalho, tendo exercido este cargo de 30/4/1980 até 21/8/1991, e presidido esta Corte, no biênio 1989/90.
Após se aposentar , passou a exercer o cargo de Conselheiro de Administração da Companhia Vale do Rio Doce, nomeado pelo Presidente Itamar Franco.[carece de fontes?]
Faleceu em 30 de março de 2008, em  Brasília, onde residia e está sepultado.

## Homenagens
Em sua homenagem o edifício da nova sede do Fórum Trabalhista de Ribeirão Preto, em São Paulo, recebeu o nome de "Marco Aurélio Prates de Macedo", onde está sediada da primeira à ultima  Vara Federal do Trabalho, antiga Juntas de Conciliação e Julgamento, da Jurisdição,  as quais integram o Tribunal Regional do Trabalho da 15ª Região.